# Na západní frontě klid
Na západní frontě klid (Im Westen nichts Neues) je román Ericha Marii Remarqua, německého veterána první světové války. Kniha se často zařazuje do realistického proudu meziválečné prózy.
Popisuje krutou realitu války a hluboké odtržení od civilního života mladých německých vojáků. Ačkoliv jsou stále mladí, tak je jejich mládí opouští. Ztrácí chuť do života. Román podrobně a výstižně představuje válečnou realitu takřka s novinářskou preciozitou. Neukazuje heroický boj vojáků na frontě, ale soustřeďuje se na jejich utrpení a nesmyslnost celého konfliktu, zvýrazňuje tragédii generace, „jejímž prvním povoláním bylo vyrábění mrtvol“. Smrt hromady vojáků pro území velikosti fotbalového stadionu, které je brzy poté opět dobyto. Remarque též zdůraznil, že o životu a smrti vojáků rozhodovali velitelé pohodlně usazení daleko od přední linie, aniž by věděli, jaká zvěrstva se tam dějí.
Román s občasnými lyrickými prvky je psán převážně spisovným jazykem. Aby autor přidal autenticitě Bäumerovu vyprávění, objevuje se čas od času i nespisovná mluva.
První německé vydání se jmenovalo Im Westen nichts Neues a objevilo se v listopadu 1928. Během 18 měsíců se prodalo 3,5 milionu exemplářů jenom v Německu, další milion v zahraničí. V češtině kniha vyšla poprvé v roce 1929 v nakladatelství Melantrich v překladu Bohumila Mathesia. Další překlad učinil v 60. letech František Gel.
Na základě knihy byl v roce 1930 natočen stejnojmenný film, který získal Oscara. Režíroval jej Lewis Milestone. Podruhé byl román zfilmován v roce 1979 (režie: Delbert Mann)a potřetí v roce 2022 (režie Edward Berger). Třetí filmová adaptace dostala devět nominací na Oscara, z nichž čtyři vyhrála (nejlepší zahraniční/cizojazyčný film, nejlepší hudba, nejlepší výprava a dekorace, nejlepší kamera)

## Děj
Kniha vypráví příběhy německého vojáka Pavla Bäumera na západní frontě za první světové války.
Paul spolu se svými kamarády Müllerem, Kroppem, Kemmerichem a Leerem pod silným psychickým nátlakem okolí, zvláště třídního profesora Kantorka, ukončí studium na gymnáziu a dobrovolně se přihlásí k výcviku s tím, že bude brzy odvelen na frontu.
Paul popisuje vše od výcviku plného šikany (desátník Himmelstoss), války, až po dovolenou a život v kasárnách. Postupem času jeho nadšení pro válku opadá a jeho kamarádi jeden po druhém umírají. Všechny scény jsou líčeny z pohledu obyčejného bezvýznamného vojáka, a to do nejmenších detailů a velmi naturalisticky.
Na začátku příběhu mu umírá jeho přítel Kemmerich, kterého zná už od dětství. Při takových situacích se Pavel zabírá do myšlenek a vzpomíná na staré časy. Potom je zas povolán do zákopů a líčí průběh bitvy, své pocity a příběhy, které tam zažil. Jednoho dne ale dostane na dva týdny propustku a jede domů. Tam zjišťuje, že jeho maminka má rakovinu. Zároveň registruje úplné odtržení od běžného života a psychické důsledky války – je jí zcela deformován. Uvědomuje si také, že se změnil i on sám. Válku už bere jako samozřejmost, a proto už nedokáže komunikovat s lidmi a nebaví ho jeho dřívější zájmy. Postupně se začíná psychicky hroutit.
Když jeho rota dostala za úkol vyklidit jednu vesnici, je zraněn on i jeho kamarád Kropp. Díky tomu se dostali do nemocnice, kde zase vypráví svůj příběh. Kroppovi amputují nohu a Pavel je po chvíli zase povolán do zákopů. Uprostřed bitvy se setká s posledním žijícím kamarádem Katczinskym (čtyřicetiletý Polák, který ho doprovází téměř celou knihu). Toho ale zraní, v třetí linii zákopů, (zde je právě absurdnost smrti ve válce patrná. Katczinský prošel celou válkou a v týlu ho zraní a zabije střepina náhodného výstřelu z děla) střepina granátu na hlavě a Pavel ho nese týlovou oblastí k polní nemocnici. Katczinsky nakonec umírá Bäumerovi na zádech a do nemocnice je donesen už jako mrtvý. To Bäumer neví a až saniťák v nemocnici mu říká, že námaha s nesením byla zbytečná, protože jeho kamarád je už dávno mrtvý. Pavla smrt Katczinského velice zasáhne. Na podzim roku 1918 dostává 14 dní volna, během nichž přemýšlí o válce a o návratu do normálního života. Kniha končí Pavlovou smrtí na frontě.
„Padl v říjnu 1918, v den, jenž byl na celém bojišti tak tichý, že se zpráva vrchního velitelství omezila na větu: Na západní frontě byl klid.“ — Citováno z českého překladu  

## Postavy
- Pavel Bäumer – hlavní postava, vypravěč. Ve věku 19 let se rozhodl dobrovolně nastoupit do německé armády a je vyslán na západní frontu, kde zažívá děsivé důsledky války. Předtím byl Pavel kreativní, vášnivý a citlivý mladík, jenž s oblibou psával poemy a upřímně miloval svou rodinu. Ovšem válka mění jeho osobnost a pohled na svět. Hrůza a děs, které na něj dennodenně doléhají, ho postupně zbavují citů, lidskosti a tradičních hodnot. Stává se z něj cynik. Cítí, že nemůže nikomu říct o svých citech. Když přichází po nějaké době domů, již si připadá jako cizinec, a uvědomuje si, že udělal chybu. Spolu s postupným umíráním jeho přátel přichází na to, že už po ničem netouží a nemá co ztratit. Válka ho zbavila veškerých snů a nadějí. Po letech války je nakonec Pavel Bäumer v říjnu roku 1918 zabit během výjimečně klidného dne. Velitelova zpráva toho data obsahovala pouze jednu větu. Na západní frontě klid. Když Pavel umírá, jeho obličej je neobyčejně klidný. Jako by byl rád, že dlouho očekávaný konec jeho života už přišel.
- Albert Kropp – bývalý spolužák Pavla B. Je popsán jako nejchytřejší a nejmenší ze skupiny Pavlových spolužáků. Ke konci románu je Kropp raněn a podstupuje amputaci nohy. Albert a Pavel se zraněnou rukou a nohou nakonec spolu skončí v katolické nemocnici. Ačkoliv chtěl Kropp původně spáchat sebevraždu, pokud mu bude odejmuta noha, kniha naznačuje, že díky silnému přátelství ji nakonec odkládá. Bäumer je po čase opět odvolán do služby. Bylo to těžké loučení.
- Heie Westhus – vysoký a silný, povoláním kopáč rašeliny. Díky své velikosti vypadá starší než jeho stejně starý kamarád ze školy, Pavel Bäumer. Má dobrý smysl pro humor. Později je během bitvy smrtelně zasažen do zad. Když ho pak Himmelstoss odtahuje do bezpečí, Bäumer vidí jeho roztahující a smršťující se plíce.
- Fredrich Müller – bývalý spolužák Pavla B. 18,5letý mladík nastupuje jako dobrovolník do německé armády. Neustále s sebou nosí své staré školní knihy a stále připomíná důležitost vzdělávání se. Dokonce si i pod palbou nepřítele opakuje fyzikální zákony. Zajímá se o dobré boty Kemmrichovy a dědí je, když na začátku románu umírá. Když byl později fatálně zasažen světlicí do břicha, své boty předává Paulu Bäumerovi.
- Stanisław „Katcza“ Katczyński – Polák, hlava skupiny, nejlepší kamarád Pavla B.. Má velmi pozitivní vliv na o 21 let mladšího Paula a jeho kolegy. V civilním životě byl švec. Postava vytváří kontrast mezi světem mladých a starších lidí za války. Zatímco starší lidé měli více rozvinutou osobnost a měli již nějaké profesní zkušenosti, pro Pavla a jeho kamarády je „tvorba mrtvol“ první povolání. Katcza je známý pro svou schopnost získat jakékoliv potřebné věci, obzvláště jídlo. Na konci příběhu je zasažen šrapnelem. Pavel ho táhne zpět do tábora, přitom je zasažen střepinou do týlu. Okamžitě umírá, aniž by si toho Bäumer všiml. Na tuto skutečnost ho upozorňuje až saniťák v nemocnici. Právě Katczova smrt způsobila, že Pavlovi přestalo záležet na tom, zda zemře, či bude žít dál. Již dokázal žít beze strachu ze smrti.
- Tjaden – největší jedlík skupiny, Pavlův mimoškolní kamarád. Před válkou byl Tjaden zámečníkem. Díky krutému výcviku z hloubky duše nesnáší Himmelstosse. Později v knize mu odpouští. Bäumer naráží na to, že ačkoliv sní, na co přijde, tak se mu stále udržuje jeho štíhlá postava. Další osudy Tjadena nejsou známy. Znovu se objeví až v knize Cesta zpátky.
- Kantorek – tělocvikář Pavla, Kroppa, Leera, Müllera a Böhma. Moc nad studenty si vyloženě užívá. Jedná se o silného zastánce války, který celou třídu přiměl, aby narukovala do armády. Paradoxně mezi 20 studenty jediný Joseph Böhm, který mu vzdoruje, umírá první. Kantorek sám je pokrytec. Oháněje se patriotismem do bojů nevstupuje. Později je sám povolán a zažívá během výcviku dril jednoho ze svých bývalých studentů, jenž se nechal inspirovat dřívějšími hodinami tělesné výchovy.
- Peter Leer – bývalý spolužák Pavla B. Jedná se o inteligentního vojáka populárního především mezi ženami. Když on a jeho spolužáci potkávají tři francouzské ženy, dokáže on jako první jednu svést. Leer je nakonec zasažen stejným šrapnelem jako Bertinck. Záhy poté umírá na vykrvácení.
- Bertinck – velitel Baumerovy skupiny. Jeho muži k němu mají velký respekt a on k nim také. Umírá stejným šrapnelem jako Leer.
- Franz Kemmerich – bývalý spolužák Pavla B., 19letý mladík, jenž umírá na začátku románu. Je střelen do nohy, kterou mu následně musejí amputovat. Nakonec umírá. Jeho boty dědí Müller.
- Josef Hamacher – pacient v katolické nemocnici spolu s Albertem Kroppem a Pavlem Baumerem. Má potvrzení, že má zranění hlavy, což mu umožňuje dělat, co si zamane.
- Detering – sedlák, škrt, myslí na svou usedlost a svou ženu. Nechápe, proč používají koně na frontě. Ty raněné se snaží ze zákopů zabíjet. Později utíká ke své rodině. Je chycen vojenskou policií, souzen dle stanného práva a poté už o něm nikdo nikdy neslyšel.
- Himmelstoss – krutý, sadistický a bezohledný velitel družstva při výcviku. Kaprál (Desátník). Před válkou byl pošťákem. Z románu nepřímo vyplývá, že Himmelstoss byl v době míru délesloužící voják - poddůstojník, který po 12 letech služby dostal státní zaměstnání u pošty. V době války byl aktivován. Spolubojovník Pavla B. Haie Westhus právě o takové kariéře a zabezpečení po válce sní. Později se Himmelstoss dostává na frontu, což dává Bäumerovi a ostatním příležitost k pomstě. Paradoxně je sám zbabělec. Později se s ním usmiřují. Ve válce padl.

## Filmová adaptace
- Na západní frontě klid (film, 1930) (orig. All Quiet on the Western Front) – americký válečný film Lewise Milestona z roku 1930.
- Na západní frontě klid (film, 1979) (orig. All Quiet on the Western Front) – americko-britský válečný film režiséra Delberta Manna z roku 1979.
- Na západní frontě klid (film, 2022) (orig. Im Westen nichts Neues) – německo-americký válečný film z produkce Netflixu režiséra Edwarda Bergera z roku 2022.